# Theoz
Theoz, pseudonimo di Theodor Haraldsson (Linköping, 17 luglio 2005), è un cantante e attore svedese.

## Carriera
Ha iniziato la sua carriera pubblicando video su Musical.ly (oggi conosciuto come TikTok) sotto lo pseudonimo di Theoz, raggiungendo oltre un milione di followers. Nel 2020, ha avuto un ruolo da protagonista nel film Rymdresan a fianco di Robert Gustafsson. Nel 2021, si è esibito al programma svedese Lotta på Liseberg, trasmesso su TV4. In seguito, ha partecipato al Melodifestivalen 2022 con la canzone Som du vill, classificandosi settimo, e al Melodifestivalen 2023 con Mer av dig, ottenendo il quinto posto.

## Discografia

### EP
- 2023 – Mer av dig

### Singoli
- 2018 – Het
- 2022 – Som du vill
- 2022 – Julmusiken
- 2023 – Mer av dig
- 2023 – Bara lite grann (Sommar igen)

## Filmografia

### Cinema
- Rymdresan, regia di Patrik Forsberg (2020)
- Il Figlio Di Satana, regia di Alessandro Fragrante (2023)

### Cortometraggi
- All This Is Art, regia di Franktheshow (2022)